# 我很好
《我很好》專輯邀請了五月天阿信、袁惟仁、陳小霞、陶晶瑩、韋禮安……等製作班底，延續之前的音樂風格，更收錄了3首劉若英親自創作的歌曲，由亞神音樂在2008年1月11日發行。後在同年2月22日發行《我很好》初春限定影音版，除原有CD曲目外，DVD尚收錄「我很好」20分鐘音樂影片、「我很好」、「落跑新娘」與「訓練」三部MV，和劉若英「夢遊」演唱會造型海報，為全球限量的5000份。

## 專輯曲目

### CD
| 曲序 | 曲目             |            | 作曲     | 编曲          | 製作人        | 备注                         | 时长 |
| ---- | ---------------- | ---------- | -------- | ------------- | ------------- | ---------------------------- | ---- |
| 1.   | 我很好           | 五月天阿信 | 陳忠義   | 周恆毅        | 五月天阿信    | 電影《把愛找回來》中文預告曲 | 4:32 |
| 2.   | 熊               | 葛大為     | 易桀齊   | 呂聖斐 李燕飛 | 賈敏恕        |                              | 3:58 |
| 3.   | 落跑新娘         | 葛大為     | 歐陽業鴻 | 李燕飛        | 賈敏恕        |                              | 3:51 |
| 4.   | 給你             | 陶晶瑩     | 袁惟仁   | 蔡科俊        | 袁惟仁        |                              | 4:07 |
| 5.   | 還是一樣         | 韋禮安     | 韋禮安   | 李燕飛        | 賈敏恕        |                              | 4:08 |
| 6.   | 梔子花           | 劉若英     | 劉若英   | 李燕飛        | 賈敏恕        |                              | 3:47 |
| 7.   | 靜靜坐著         | 劉若英     | 劉若英   | 李燕飛        | 賈敏恕        |                              | 4:41 |
| 8.   | 口香糖           | 施立       | 陳小霞   | 呂聖斐 李燕飛 | 賈敏恕        |                              | 4:41 |
| 9.   | 12月3日，北京    | 袁惟仁     | 袁惟仁   | 蔡科俊        | 袁惟仁        |                              | 5:16 |
| 10.  | 訓練             | 劉若英     | 劉若英   | 李燕飛        | 賈敏恕        |                              | 3:54 |
| 11.  | 不能跟情人說的話 | 姚若龍     | 陳小霞   | 洪敬堯        | 馬毓芬 陳俊廷 | feat. 范瑋琪                 | 4:16 |

### Bonus DVD
- 達芙妮年度廣告曲《好心情Just be yourself》[5][6]

## 音樂影片
- YouTube上的我很好
- YouTube上的落跑新娘
- YouTube上的訓練

## 註腳
1. ↑  . 銀河娛樂新聞.   [2017-06-09]. （原始内容存档于2019-01-23）.
2. ↑  . 中新網.   [2017-06-09]. （原始内容存档于2014-01-05）.
3. ↑  劉若英. . 亞神音樂娛樂 - AsiaMuse. 2008-01-11  [2011-04-19]. （原始内容存档于2019-01-23） （中文（臺灣））.
4. ↑  劉若英. . 亞神音樂娛樂 - AsiaMuse. 2008-02-22  [2011-04-19]. （原始内容存档于2019-01-23） （中文（臺灣））.
5. ↑  YouTube上的好心情Just be yourself－劉若英
6. ↑  . 博客來音樂館. 2008-01-11  [2011-04-21]. （原始内容存档于2010-05-16） （中文（臺灣））. Bonus DVD 劉若英代言年度廣告曲達芙妮《好心情Just be yourself 》CF/ MV影像全記錄

## 外部連結
- （繁體中文） 我很好-KKBOX[永久]
- （简体中文） 亚神音乐 的视频_视频播客_土豆网